# Orgue de l'abadia de Murbach
L'Orgue de l'abadia de Murbach és un orgue que es troba a l'abadia de Murbach, a l'Alsàcia, i que fou construït per l'orguener Jean Fickinger l'any 1871 i ha estat restaurat recentment.
El 1691, un primer orgue, de procedència desconeguda, va ser reconstruït per Antoine Geiger (1640-1711, benedictí de Faverney). Aquest instrument va ser potser reemplaçat abans de 1738 per un orgue de Johann Friedrich Macrander. El 1738, els canonges van enderrocar ells mateixos la seva abadia per ser transferits a ciutat. El que quedava de l'abadia (el creuer i el cor) va esdevenir església parroquial el 1820.
El 1871, Jean Fickinger va col·locar un orgue nou a Murbach. És sobre aquest instrument que Edmond-Alexandre Roethinger hi va treballar el 1894. El 6 de maig de 1906, Martin Rinckenbach i el seu fill Joseph hi van afegir el seu Opus 92, de 20 jocs sobre 2 teclats i pedal, típic de la seva producció de l'època. Els enfustats de la tribuna són de Boehm de Mülhausen.
El 1986, abans de la seva restauració, l'orgue era intocable.